# Antemna rapax
Antemna rapax är en bönsyrseart som beskrevs av Carl Stål 1877. Antemna rapax ingår i släktet Antemna och familjen Mantidae. Inga underarter finns listade i Catalogue of Life.